# Finn Surman
Finn Surman (* 23. September 2003 in Christchurch) ist ein neuseeländisch-walisischer Fußballspieler.

## Karriere

### Verein
Ausgebildet beim Selwyn United FC, wechselte Surman im April 2019 zum Lower Hutt City AFC. Nur wenige Monate später schloss er sich der Reservemannschaft von Wellington Phoenix an. Nachdem Lower Hutt City zwischenzeitlich als Farmteam von Wellington Phoenix in der National League fungierte, spielte Surman im Sommer 2021 wieder für diesen Klub, kehrte jedoch im November desselben Jahres in die Reserve von Phoenix zurück. Noch im selben Monat wurde er erstmals in den Kader der ersten Mannschaft berufen. Am 1. Januar 2022 gab er schließlich sein Profidebüt in der A-League, als er bei der 0:4-Auswärtsniederlage gegen Adelaide United zur Halbzeitpause für Alex Rufer eingewechselt wurde.
In seinen ersten beiden Profijahren pendelte Surman zwischen Startelf und Ersatzbank. Ab der Saison 2023/24 entwickelte er sich jedoch zu einem festen Bestandteil der Startformation und absolvierte sämtliche Partien dieser Spielzeit über die volle Distanz von 90 Minuten.
Mitte/Ende Juli 2024 wechselte Surman in die Vereinigten Staaten zum MLS-Franchise Portland Timbers.

### Nationalmannschaft
Surman war Teil der neuseeländischen U19/U20-Auswahl und nahm mit ihr sowohl an der U-19-Ozeanienmeisterschaft 2022 als auch an der U-20-WM 2023 teil. Bei beiden Turnieren führte er seine Mannschaft als Kapitän auf das Feld und trug dabei in allen Spielen die Kapitänsbinde.
Nach mehreren Freundschaftsspielen im März 2023 nahm er im Spätsommer desselben Jahres mit der U23-Nationalmannschaft an der Olympiaqualifikation der ozeanischen Region teil. In den beiden abschließenden Begegnungen kam er zum Einsatz und übernahm erneut die Kapitänsrolle.
Am 17. November 2023 feierte Surman schließlich sein Debüt in der A-Nationalmannschaft seines Landes. Beim 0:2 in einem Freundschaftsspiel gegen die griechische Nationalmannschaft wurde er in der 83. Minute für Tyler Bindon eingewechselt.
Im Rahmen der Ozeanienmeisterschaft 2024 war er erneut fester Bestandteil des Kaders und wurde in allen Spielen seines Teams eingesetzt. Im Halbfinale erzielte er dabei seinen ersten Länderspieltreffer. Mit Neuseeland gewann er letztlich das Turnier.
Surman wurde zudem für den Olympiakader Neuseelands bei den Olympischen Spielen 2024 in Paris nominiert. Beim 2:1-Erfolg gegen die U23 Guineas stand er in der Startformation. Auch in den beiden weiteren Gruppenspielen wurde er von Beginn an eingesetzt.